# One for the Angels
One for the Angels este al 2-lea episod din sezonul I al serialului original Zona crepusculară. A avut premiera la 9 octombrie 1959 pe CBS. Este regizat de Robert Parrish după un scenariu de Rod Serling. Rolurile principale au fost interpretate de actorii Ed Wynn și Murray Hamilton.

## Prezentare

### Introducere
| “ | Un oraș în miezul verii, în prezent. Bărbatul de pe trotuar, Lew Bookman, este sexagenar, profesia: vânzător ambulant. Lew Bookman e o constantă a verii, un element banal al unui iulie torid. Un om fără istorie a cărui viață e doar o succesiune de trotuare. Dar, într-o clipă, Lew Bookman va trebui să se preocupe de supraviețuirea lui. Fiindcă la ora 3 a acestei după-amiezi fierbinte de iulie el va fi vânat de domnul Moarte. | ” |

### Rezumat
Lew Bookman este un agent de vânzări sexagenar căruia Moartea îi spune că la miezul nopții va muri, singura cale de amânare fiind existenta unui vis remarcabil de o viață pe care încă nu l-a împlinit. Lew susține că viața lui ca vânzător nu este încă completă și că așteaptă să dea lovitura. După ce Moartea este de acord, Lew Bookman îi spune că a păcălit-o și că nu mai are de gând să dea lovitura vieții sale și astfel nu va mai muri niciodată. Moartea îi spune că atunci altcineva trebuie să moară la miezul nopții în locul său. 
Moartea alege o altă victimă,  pe tânăra Maggie, o fată care trăiește în aceeași clădire cu Lew. Pentru ca aceasta să nu moară, Lew trebuie să dea lovitura în afaceri și chiar Moartea va fi clientul său.  

### Concluzie
| “ | Lewis J. Bookman, sexagenar. Profesia: vânzător ambulant. Odată o constantă a verii. Odată elementul banal al unui iulie torid. Un om care de-a lungul vieții lui a adorat copiii. Și, de aceea, a fost un om important. E imposibil așa ceva, spuneți voi? Desigur, în majoritatea locurilor. Dar lucrurile astea s-au întâmplat în Zona crepusculară. | ” |

## Distribuție
- Ed Wynn ca Lewis J. ("Lou") Bookman
- Murray Hamilton ca Moartea
- Dana Dillaway ca  Maggie Polanski[1]